# Ziarnołusk zielonawy
Ziarnołusk zielonawy (Saltator similis) – gatunek niewielkiego ptaka z rodziny tanagrowatych (Thraupidae), występujący w Ameryce Południowej. Wyróżnia się dwa podgatunki W Czerwonej księdze gatunków zagrożonych IUCN klasyfikowany jest jako gatunek najmniejszej troski (LC, Least Concern).

## Systematyka
Pierwszego naukowego opisu gatunku – na podstawie holotypu pochodzącego z Corrientes w Argentynie – dokonali francuscy przyrodnicy Alcide d’Orbigny i Frédéric de Lafresnaye w 1837 roku, nadając mu nazwę Saltator similis. Obecnie wyróżnia się dwa podgatunki.
- S. s. similis d’Orbigny & Lafresnaye, 1837
- S. s. ochraceiventis von Berlepsch, 1912.

## Morfologia
Niewielki ptak o średnim, grubym, silnym i zaokrąglonym dziobie, obie szczęki tego samego ciemnoszarego koloru z jaśniejszymi przebarwieniami. Szczyt głowy matowoszary z zielonkawym odcieniem, pokrywy uszne i kantarek szare, kark i płaszcz zielonkawoszare, kuper szary. Sterówki matowe ciemnoszare. Pasek podbródkowy czarny, pasek przyżuchwowy biały, gardło białe, brew biała. Nogi matowe ołowianoszare. Pierś i brzuch płowożółte z ciemniejszymi paskami. Pokrywy skrzydeł oliwkowozielone, lotki matowe szaroczarne z szerokimi jaskrawo zielonkawożółtymi krawędziami, które po złożeniu skrzydeł nadają mu oliwkowozielony kolor. Obie płcie są ubarwione jednakowo. Osobniki młodociane są ubarwione jak osobniki dorosłe, odróżniają je czarne smugi na brzuchu i piersiach. Długość ciała 20,5–21 cm, masa ciała 36–54 g.

## Zasięg występowania
Ziarnołusk zielonawy występuje na terenach położonych do wysokości 1250 m n.p.m. Poszczególne podgatunki występują:
- S. s. similis – we wschodniej Boliwii, w centralnej i wschodniej Brazylii (północne Mato Grosso i Bahia na południe po Mato Grosso do Sul oraz środkową i północno-wschodnią część stanu São Paulo), w Paragwaju, północnym Urugwaju oraz w północno-wschodniej Argentynie (wschodnia część prowincji Formosa i Misiones na południe po prowincje Santa Fe, Entre Ríos i północno-wschodnią część prowincji Buenos Aires)[9],
- S. s. ochraceiventris – w południowo-wschodniej Brazylii (w stanie Parana i południowo-wschodniej części stanu São Paulo na południe po Rio Grande do Sul)[5].

Jest gatunkiem osiadłym.

## Ekologia
Jego głównym habitatem są tereny leśne, w tym lasy galeriowe, granice lasów oraz polany. Żeruje w kilku piętrach lasów, od środka piętra podszytu do dolnej części piętra koron drzew; głównie w parach, niekiedy łączy się w grupy z innymi gatunkami ptaków. Żywi się zarówno owadami, jak i częściami roślin: termitami, nasionami drzewidła, liśćmi psianki czy strąkami Mimosa scabrella.

### Rozmnażanie
Buduje gniazda w kształcie filiżanki o średnicy zewnętrznej około 8 cm i wewnętrznej 4,4 cm, które są umieszczane na wysokości od 1 do 3 metrów nad ziemią. W jednym lęgu zazwyczaj 2 jaja, rzadziej 3, jasnoniebieskie lub niebieskoszare. Nie ma informacji o czasie inkubacji ani o długości czasu przebywania piskląt w gnieździe. Jego gniazda bywają wykorzystywane przez pasożyta lęgowego – starzyka granatowego.

## Status i ochrona
W Czerwonej księdze gatunków zagrożonych IUCN ziarnołusk zielonawy jest klasyfikowany jako gatunek najmniejszej troski (LC, Least Concern) nieprzerwanie od 2004 roku. Liczebność populacji nie została oszacowana, ale ptak ten opisywany jest jako pospolity. Liczebność populacji ma trend spadkowy ze względu na zmniejszanie się jego naturalnego habitatu. Zasięg jego występowania według szacunków organizacji BirdLife International obejmuje około 4,3 mln km².